# OTUD3
OTUD3 (англ. OTU deubiquitinase 3) – білок, який кодується однойменним геном, розташованим у людей на 1-й хромосомі. Довжина поліпептидного ланцюга білка становить 398 амінокислот, а молекулярна маса — 45 124.
| 10         |  | 20         |  | 30         |  | 40         |  | 50         |
| ---------- |  | ---------- |  | ---------- |  | ---------- |  | ---------- |
| MSRKQAAKSR |  | PGSGSRKAEA |  | ERKRDERAAR |  | RALAKERRNR |  | PESGGGGGCE |
| EEFVSFANQL |  | QALGLKLREV |  | PGDGNCLFRA |  | LGDQLEGHSR |  | NHLKHRQETV |
| DYMIKQREDF |  | EPFVEDDIPF |  | EKHVASLAKP |  | GTFAGNDAIV |  | AFARNHQLNV |
| VIHQLNAPLW |  | QIRGTEKSSV |  | RELHIAYRYG |  | EHYDSVRRIN |  | DNSEAPAHLQ |
| TDFQMLHQDE |  | SNKREKIKTK |  | GMDSEDDLRD |  | EVEDAVQKVC |  | NATGCSDFNL |
| IVQNLEAENY |  | NIESAIIAVL |  | RMNQGKRNNA |  | EENLEPSGRV |  | LKQCGPLWEE |
| GGSGARIFGN |  | QGLNEGRTEN |  | NKAQASPSEE |  | NKANKNQLAK |  | VTNKQRREQQ |
| WMEKKKRQEE |  | RHRHKALESR |  | GSHRDNNRSE |  | AEANTQVTLV |  | KTFAALNI   |

A: Аланін

C: Цистеїн

D: Аспарагінова кислота

E: Глутамінова кислота

F: Фенілаланін

G: Гліцин

H: Гістидин

I: Ізолейцин

K: Лізин

L: Лейцин

M: Метіонін

N: Аспарагін

P: Пролін

Q: Глутамін

R: Аргінін

S: Серин

T: Треонін

V: Валін

W: Триптофан

Кодований геном білок за функціями належить до гідролаз, протеаз, тіолових протеаз, фосфопротеїнів. 
Задіяний у такому біологічному процесі, як убіквітинування білків. 